# Groupe Le Duff
Groupe Le Duff — французская компания, управляющая сетями кафе и пиццерий, а также фабриками по производству выпечки. Штаб-квартира расположена в городе Рен (регион Бретань).

## История

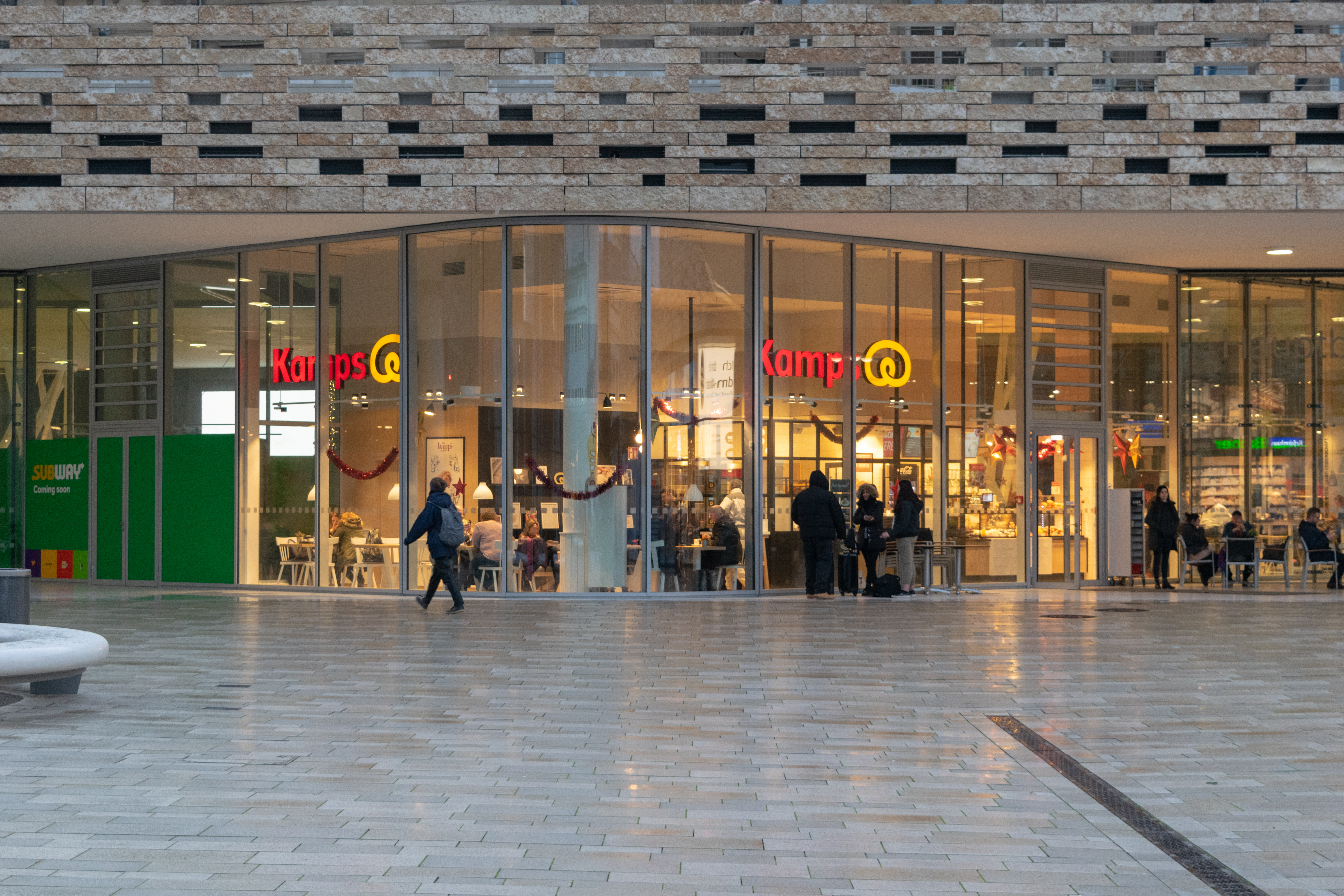
Кафе Kamps в Вуппертале

Компанию основал Луи Ле Дюфф. В 1976 году в Бресте он открыл первое кафе Brioche Dorée. В 1980 году в США открылась первая зарубежная точка Brioche Dorée. В 1983 году начала развиваться сеть ресторанов Pizzeria Lucio. Также в 1983 году в Монреале (Канада) открылась первая фабрика компании; в 1988 году рядом с Реном открылась вторая; выпечкой занимается дочерняя компания Bridor. В 1989 году была поглощена сеть булочных Fournil de Pierre. С 1992 года сеть Brioche Dorée начала развиваться за счёт заключения франчайзинговых договоров. В 1995 году у группы Accor было куплено её ресторанное подразделение Pizza Del Arte.
В 2002 году была куплена техасская сеть кафе-пекарен La Madeleine. Канадская сеть Au Pain Doré была приобретена в 2008 году. В 2010 году было куплено предприятие Cité Gourmande, производитель кулинарных изделий из картофеля и овощей. Затем присутствие в Северной Америке было расширено покупками сетей Bruegger's (300 точек по продаже выпечки) в 2011 году, Timothy’s Café (110 кафе) в 2012 году и Mimi's Cafe (145 кафе) в 2013 году. В 2014 году был заключён контракт с компанией Suntory о развитии сети в Японии. В 2015 году в Германии была куплена сеть из 460 заведений Kamps. В 2017 году сеть Bruegger’s была продана американской компании Caribou Coffee. В августе 2017 года в Пекине была открыта фабрика по производству выпечки для китайского рынка. Сеть Timothy’s Café была продана в 2018 году. В 2019 году был куплен китайский производитель выпечки Amandine с фабрикой в Пекине. В 2022 году была куплена компания Lecoq Cuisine; она базировалась в Коннектикуте и занималась производством круассанов и другой выпечки.

## Собственники и руководство
Луи Ле Дюфф (Louis Le Duff, род. 15 апреля 1946 года) — основатель, владелец и председатель совета директоров. По состоянию на начало 2025 года его состояние оценивалось в 1,8 млрд долларов.

## Деятельность

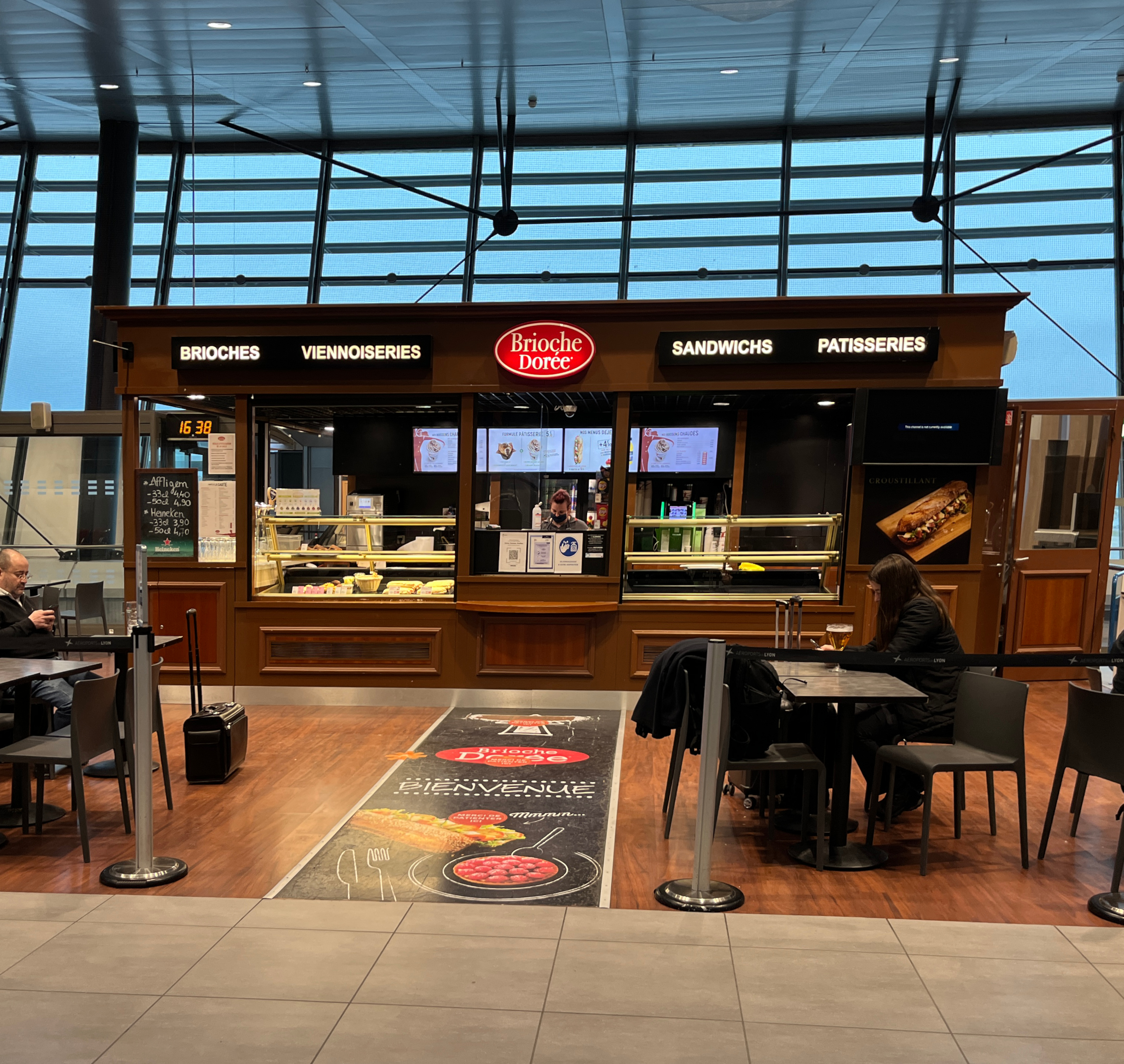
Кафе Brioche Dorée в аэропорту Лиона

Groupe Le Duff управляет сетью из 1550 точек общественного питания (кафе и пиццерий) в 100 странах. Кроме этого, дочерней компании Bridor принадлежит 7 фабрик по производству выпечки и замороженных полуфабрикатов (3 во Франции, 2 в США, 1 в Канаде и 1 в Китае), которые снабжают как собственные сети кафе, так и другие сети, а также авиакомпании и других клиентов.
Выручка компании за 2023 год составила 2,5 млрд евро, из них 64 % пришлось на производство выпечки и полуфабрикатов, 14 % — на производство кулинарных изделий, 21 % — на сети общепита, в том числе, на Brioche Dorée — 7 %, Kamps — 6 %, Pizza Del Arte — 5 %, La Madeleine — 3 %.